# Angerona rufaria
Angerona rufaria är en fjärilsart som beskrevs av Paul Dognin 1911. Angerona rufaria ingår i släktet Angerona och familjen mätare. Inga underarter finns listade i Catalogue of Life.